# 戸田宣光
戸田 宣光（とだ よしみつ）は、戦国時代後期の武将。三河国渥美郡の国人・戸田氏の14代当主。

## 生涯
戸田氏は戦国時代に渥美半島で勢力を持った有力な国人で、父の宗光は田原城主を務めた。姉妹の真喜姫が岡崎城主松平広忠に嫁ぐなど、三河を席巻した松平氏に属したこともあったが、やがて三河に伸長してきた駿河国の戦国大名今川氏に服属した。宣光は当初宝飯郡牛窪郷鍛冶村に住んだが、天文10年（1541年）に南進して二連木城に移ったのだという。
弘治2年（1556年）奥平貞勝が今川氏に背くと、奥平氏支城の雨山城攻略に加わる。その後、二連木城を嫡男の重貞に譲って隠居し、全香と号して渥美郡岩崎に住む。永禄元年（1558年）菩提寺の全久院に寄進し、諸役免除等の特権を与える。永禄4年（1561年）野田城主の菅沼定盈が今川氏に背いて松平元康（徳川家康）に属すと、吉田城将の大原資良に従って野田城攻撃に加わったが、後に西郷氏とともに和睦の仲介を行って野田城を開城に導いた。
永禄7年（1564年）吉田城に人質として置かれていた妻が重貞の手によって救出され、宣光は重貞・忠重の二子とともに徳川氏の麾下に加わった。同年、重貞は吉田城の戦いで戦死し、3年後の永禄10年（1567年）には忠重も死去したが、家康は忠重の遺児・虎千代に戸田氏の家督継承を認め、子孫は戸田松平家として繁栄した。永禄11年（1568年）に岩崎、あるいは二連木で死去。